# هوغو سوتيل
هوغو أليخاندرو سوتيل يرين (18 مايو 1949 - 30 ديسمبر 2024)، هو لاعب كرة قدم بيروفي. يُلقب «إل تشولو»، وكان يلعب كمهاجم أو لاعب وسط. كان إلى جانب توفيلو كوبيلاس وهيكتور تشومبيتاز، أحد لاعبي كرة القدم الأكثر شهرة في بيرو في سبعينيات من القرن العشرين. وأُنتج فيلم عن حياته. كان عضوًا في منتخب بيرو الذي فاز بكوبا أمريكا عام 1975 ووصل إلى ربع النهائي في المكسيك 1970 والأرجنتين 1978.

## وفاته
في 20 ديسمبر 2024، نُقل سوتيل إلى مستشفى في العاصمة ليما تحت العناية المركزة بعد تعرضه لصدمة إنتانية بسبب متلازمة الاختلال العضوي المتعدد. توفي بعد عشرة أيام في 30 ديسمبر بسبب فشل الكلى والكبد عن عمر خمسةٍ وسبعين عامًا.

## الألقاب
مع برشلونة
- الدوري الإسباني الدرجة الأولى: 1973–74 ; الوصيف 1975–76
- كأس جوان جامبر: 1973، 1974، 1975، 1976
- وصيف كأس الملك : 1973–74

مع ليما
- الدوري البيروفي الأول : 1977، 1978
- بطولة متروبوليتان : 1978

مع منتخب بيرو
- كوبا أمريكا: 1975